# Archithosia makomensis
Archithosia makomensis là một loài bướm đêm thuộc phân họ Arctiinae, họ Erebidae.